# Costa deposicional
Costas deposicionais são aquelas que resultam do processo de acumulação de sedimentos e interferência de organismos vivos que proporcionam uma estabilidade ou crescente fluxo deposicional Desta forma, há várias características que são encontradas nas costas deposicionais, que em sua composição têm uma maior predominância de sedimentos.
Assim, a acumulação de sedimentos na linha de costa se estabelece como uma camada protetora de sedimentos, evitando um rápido processo erosivo. Nesta perspectiva, com o tempo os processos geomorfológicos dinâmicos nas linhas de costas podem evoluir de erosivas para deposicionais, entretanto, que não haja nenhum processo de excepcional (processos geológicos de larga escala).
Como se pode perceber as costas deposicionais se constituem como dinâmico processo costeiro, que modela e interage com outros sistemas (continental, oceânico, climático, etc) alterando sua morfologia e função. Desta forma, as costas deposicionais apresentam diferentes características de extrema importância para as análises geomorfológicas e geográficas. A seguir seguem algumas dessas características que modelam, remodelam e integram as costas deposicionais.

## Praias: composição e declive
Entre os acidentes geográficos mais comuns das costas deposicionais as praias são as mais conhecidas. A praia é constituída por uma zona de partículas soltas (sedimentos) que cobre totalmente ou parcialmente o litoral. Ainda segundo o mesmo autor, as praias são formadas quando sedimentos (areia) são transportados para locais propícios para deposição (áreas calmas entre promontórios rochosos, litorais abrigados por ilhas costeiras, arrebentações moderadas, etc). Assim, o sedimento é transportado a curtas e/ou longas distâncias até a sua deposição.
A praia como característica das costas deposicionais, esteja ela situada em qualquer região ou continente, é um acidente geográfico extremamente dinâmico que se modela rapidamente, alterando a morfologia das costas.
A composição das praias varia de acordo com o material (matacão, blocos rochosos, seixos, cascalhos a silte/limo muito fino). Algumas praias são constituídas por conchas e detritos de conchas e fragmentos de corais, entretanto, há várias praias que são compostas por fragmentos finos de lava. Cada material, estará relacionado a sua presença de acordo com as possíveis declividades da praia. As praias com muitos blocos são mais íngremes, no entanto, praias com materiais mais finos apresentam declividade mais plana. Esta relação entre o material (tamanho) e a declividade da praia está relacionada principalmente a energia das ondas, a porosidade, a forma das partículas e do empacotamento dos sedimentos.
Outro fator dinâmico da praia são as suas características particulares que permitem o entendimento de sua estrutura e morfologia, assim, a praia enquanto perfil possui várias características/componentes que fazem parte de sua estrutura, como analisar a seguir:
- Berma: a principal característica de uma praia, que é uma acumulação de sedimentos que corre paralelamente ao litoral e as marcas do limite normal de deposição de areia pela ação das ondas;

- Crista de Berma: é o ponto mais alto da praia;

- Pós-praia: é a porção relativamente inativa da praia, ou seja, do interior da crista de berma, até o ponto mais distante onde a areia da praia é depositada;

- Face da praia: é a zona ativa da praia, que é lavada diariamente pela subida e descida das marés.

- Escarpa de praia: se estende a base da berma (um talude vertical de altura variável);

- Calha longitudinal: está abaixo da marca da maré baixa, a ação das ondas, e o refluxo turbulento e as correntes longitudinais cavam esta calha;

- Bancos Longitudinais: acumulações de areia submersas ou expostas.

Assim, estas características constituem um perfil de praia, lembrando que pode variar dependendo da geomorfologia do local e das dinâmicas e interações existentes.

## Transporte: Longitudinal Litorâneo e Células Costeiras
Os transportes de sedimento nas costas configuram como o principal responsável pela formação das costas deposicionais, nesta perspectiva Garrison (2010) ressalta que se a encosta submersa do assoalho oceânico for íngreme, o sedimento será transportado pela ação das ondas e correntes. Este movimento de transporte de sedimento ao longo da costa é chamado de deriva litorânea, que pode ocorrer de duas formas: a primeira a onda dirige o movimento da areia ao longo da praia exposta, já a segunda a corrente de deriva movimenta a areia na zona de surfe somente para costa afora.
Além deste processo, Garrison (2010) destaca outro de igual importância no transporte de sedimentos, onde em uma corrente longitudinal, que na qual o sedimento é transportado na zona de surfe, onde as ondas quebram num ângulo suave, o que distribui sua energia para longe da sua direção de aproximação, sendo, esta energia que propulsiona uma corrente estreita na qual o sedimento em suspensão pelas ondas pode ser transportado costa abaixo. Assim, Garrison (2010) afirma que as areias que se move no espraiamento das ondas ao longo da praia e o sedimento impulsionado pela corrente longitudinal quase costa afora muitas vezes são unidos em cargas muito maiores de sedimentos trazidos pelos rios.
Já as células costeiras são o setor natural da linha de costa no qual os fluxos de entrada e saída de areia são balanceados. Assim, essas células são normalmente limitadas por cânions submarinos que conduzem o sedimento para o mar profundo. Muito grandes ao longo de uma margem continental relativamente suave e tectonicamente passiva. Assim cada uma termina em um cânion submarino na extremidade da costa abaixo.
Nestas perspetivas, os processos de transportes das costas deposicionais são de extrema importância para se entender a dinâmica geomorfológica desses ambientes costeiros, bem como, suas características e particularidades físicas e ambientais.

## Características de Larga Escala
A acumulação de sedimentos ao longo das costas inclui entre outras, praias, restingas, ilhas-barreira. Existem também as características de larga escala que são resultados do depósito de sedimentos, constituindo costas deposicionais.

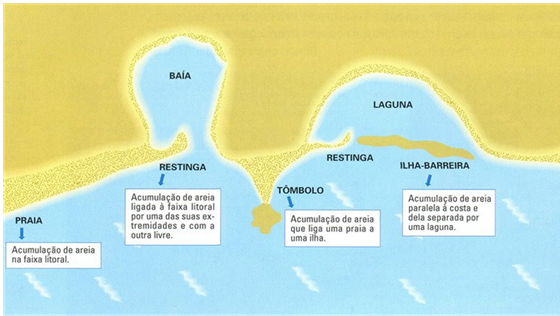
Características de larga escala de uma costa deposicional que não necessariamente serão dispostas juntas.

- Esporões arenosos e barras de boca de baía: Os Esporões arenosos é um exemplo de comum acesso para características costeiras, pois é formado onde a correte longitudinal do litoral perde velocidade e fica mais lenta estando perto de uma baía calma. Como a baía não possui energia suficiente, a corrente não realiza o transporte de tantos sedimentos, mas a areia e o cascalho costumam ser deposicionados ao longo da linha de costa dependendo da disposição das correstes (GARRISON, 2010). Já a barra de boca de baía é formada quando um esporão arenoso deixa isolado uma baía tranquila e se anexa a seu promontório unindo-se a ela. Dessa forma, a boca da baía realiza uma proteção contra ondas fortes e com energia turbulenta que podem atingir a baía, estimulando a concentração de sedimento[1].

- Ilhas barreiras e marinhas: As Ilhas barreiras geralmente são formada quando há a acumulação de sedimentos submersos, e quando os mesmos se elevam paralelamente à costa. E essas costas deposicionais podem ser estreitas deixando a mostra barras arenosas (GARRISON, 2010). Outra maneira de formação das Ilhas de barreiras é quando há a elevação do nível do mar, pois durante o processo as planícies sofrem alinhamento de dunas arenosas que são cobertas as margens da planície. Essa elevação tem como consequência o aparecimento de lagunas, que são pequenos corpos hídricos rasos que possuem água marinha e são isolados do oceano. No entanto, quando o nível do mar volta a subir, é feito a migração das ilhas e lagunas para o oceano[1]. No entanto, as marinhas são núcleos firmes partindo do continente quando o nível do mar era baixo. A elevação do oceano realizou a separação dos pontos altos do continente, criando-se praias[1].

- Deltas: Para a formação dos deltas é necessário possuir uma plataforma continental para fornecimento de uma base onde os sedimentos possam se acumular, pois os destas não se formam em todo rio que contem a desembocadura de sedimento[1]. E o sedimento que formaria o delta é transportado abaixo do talude continental ou ainda distribuído ao longo da praia através das dinâmicas de ondas. Deltas são mais comuns as margens te placas tectônicas estáveis e onde há baixa energia de maré[1]. A forma de um delta é um equilíbrio entre os sedimentos retirados pelo oceano e a acumulação dos mesmos. E o que determina seu crescimento ou diminuição é o transporte de sedimentos realizado pela dinâmica dos rios. Sendo assim quando alimentados por rios que contem fortes fluxos de água e de sedimento. Já em deltas alimentados por maré, sua descarga é proveniente por correntes de maré que dispõem o sedimento em ilhas alongadas paralelamente ao fluxo do rio. Os deltas dominados por ondas costumam ser menores que os de maré ou do que os deltas de rios. Possuem uma linha de costa suave caracterizada por praias e dunas arenosas, tendo apenas um canal de saída[1].

## Costas formadas por atividades biológicas
As costas podem ser extensivamente modificadas pela ação de organismos vivos. A exemplo desta transformação evidencia-se a influência de corais que formam extensas áreas de recifes. Outras costas são formadas por mangues, árvores que podem crescer na água salgada. No caso dos mangues o processo que de formação ocorre devido o complexo de raízes que forma uma barreira impenetrável e se transforma em porto seguro para os organismos que vivem na base das árvores.